# Rubén Fernández
Rubén Fernández Andújar (* 1. März 1991 in Churra, Murcia) ist ein spanischer Radrennfahrer.

## Sportliche Laufbahn
In den Saisons 2013 und 2014 fuhr Rubén Fernández für das Professional Continental Team Caja Rural-Seguros RGA. In dieser Zeit entschied er als Teil der spanischen Nationalmannschaft das UCI-Nations’-Cup-U23-Etappenrennen Tour de l’Avenir für sich.
Zur Saison 2015 wechselte Fernández zum UCI WorldTeam Movistar, für das er bei UCI-WorldTour-Etappenrennen vordere Plätze belegte: 2015 wurde er Fünfter der Tour Down Under, bei der er 2016 Sechster wurde. Die Polen-Rundfahrt 2016 beendete er als Sechster und die Tour of Guangxi 2018 als Siebter. Außerdem wurde er Zweiter einer Etape der Vuelta a España 2016.
Nach einem Jahr bei Euskaltel-Euskadi fuhr Fernández ab Saisonbeginn 2021 für Cofidis und wurde im WorldTour-Rennen UAE Tour 2021 Gesamtneunter.

## Erfolge
2013
- Gesamtwertung und eine Etappe Tour de l’Avenir

## Grand-Tour-Platzierungen
| Grand Tour            | 2015 | 2016 | 2017 | 2018 | 2019 | 2020 | 2021 | 2022 | 2023 | 2024 |
| --------------------- | ---- | ---- | ---- | ---- | ---- | ---- | ---- | ---- | ---- | ---- |
| Giro d’ItaliaGiro     | 62   | –    | –    | 85   | –    | –    | –    | –    | –    | 54   |
| Tour de FranceTour    | –    | –    | –    | –    | –    | –    | 84   | –    | –    | –    |
| Vuelta a EspañaVuelta | –    | 33   | DNF  | –    | –    | –    | –    | 59   | 54   | DNF  |